# Сухі ліси Центрального Індокитаю
Сухі ліси Центрального Індокитаю (ідентифікатор WWF: IM0202) — індомалайський екорегіон тропічних та субтропічних сухих широколистяних лісів, розташований в Індокитаї. 

## Географія
Екорегіон сухих лісів Центрального Індокитаю охоплює низку рівнин та плато, розташованих на півострові Індокитай. Він охоплює значну територію Таїланду, простягаючись від кордону з М'янмою та Лаосом у провінції Чіанграй на південь через посушливі нижні схили і передгір'я Кхунтану, Пхіпаннаму та Пхетчабуну, досягає височин, що оточують Менамську низовину, та східних передгір'їв Тенассеріму, після чого повертає на схід, де охоплює більшу частину Коратського плато. Далі на південний схід екорегіон охоплює рівнини південного та південно-західного Лаосу, що лежать у басейні Меконга, посушливі райони на заході, півночі і сході Камбоджійської рівнини, що лежать на території Камбоджі, а також верхів'я річок Сан та Срепок на заході в'єтнамських провінцій Зялай, Даклак та Дакнонг.

## Клімат
В межах екорегіону домінує саванний клімат (Aw за класифікацією кліматів Кеппена). Середньорічна кількість опадів в екорегіоні коливається від 1000 до 1500 мм, більшість з яких випадає в період мусонів. Тривалість сухого сезону становить 5-7 місяців. Протягом дев'яти місяців в році спостерігається від'ємний баланс зволоження, коли кількість води, що випаровується, перевищує кількість води, що випадає у вигляді опадів.

## Флора
Основними рослинними угрупованнями екорегіону є сухі діптерокарпові листяні ліси або рідколісся, дерева в яких скидають листя під час тривалого сухого сезону. Структура цих лісів варіюється від відносно густих лісів, закритий лісовий намет в яких складають невисокі дерева 5-8 м заввишки, до більш типових відкритих лісів, густота намету в яких становить 50-80 %. В останніх дерева іноді можуть досягати 10-12 м заввишки, а у відкритому підліску переважають трави. Внаслідок пожеж, спричинених природними посухами або втручанням людини, сухі листяні ліси стають більш відкритими і перетворюються на лісисті савани. Хоча на північному сході Камбоджі продовжують існувати значні площі природних лісів, більша частина первинного лісового покриву наразі вирубана, особливо в Таїланді, Лаосі та В'єтнамі.
Основу широколистяних лісів регіону складають дерева з родини Діптерокарпові (Dipterocarpaceae). З приблизно 700 видів, що належать до цієї родини, лише шість видів є листопадними, і всі вони зустрічаються в цьому екорегіоні. В лісах екорегіону домінують сіамські шореї (Shorea siamensis), сіамські салові дерева (Shorea obtusa), туполисті діптерокарпуси (Dipterocarpus obtusifolius) та пухирчаті діптерокарпуси (Dipterocarpus tuberculatus). Співдомінантними видами подекуди виступають еліптичні терміналії (Terminalia elliptica) та тенассерімські сосни (Pinus latteri).
Серед інших дерев, що зустрічаються в екорегіоні, слід відзначити бірманський падук (Pterocarpus macrocarpus), сіамську сіндору (Sindora siamensis), деревоплідну ксилію (Xylia xylocarpa) та інші невисокі дерева з родини бобових (Fabaceae). У трав'янистому підліску поширені різні види саговників (Cycadaceae). Епіфітні судинні рослини та лишайники нечисленні та мають низьке різноманіття у низинних лісах екорегіону, але їхня кількість збільшується у лісах, що ростуть на височинах та у інших більш вологих районах.
У трав'янистому підліску листяних діптерокарпових лісів регулярно спалахують пожежі. Питання, наскільки людська діяльність, яка значно збільшила частоту таких пожеж, вплинула на формування рослинного покриву екорегіону, є дискусійним. Деякі дослідники вважають, що на місці значної частини сучасних лісів регіону раніше росли напіввічнозелені ліси, які перетворилися у листяні ліси під впливом регулярних пожеж, однак інші дослідники вважають, що такі перетворення були обмеженими. Більшість пожеж трапляється в період з грудня до початку березня, коли трава в лісах найбільш суха. Домінуючі породи дерев екорегіону демонструють пристосування до пожеж у вигляді товстої пробкової кори, покликаної захистити камбієві тканини, та коренів, які легко проростають.

## Фауна
Ще у XX столітті в сухих лісах регіону кочували та паслися великі популяції індійських слонів (Elephas maximus indicus), гаурів (Bos gaurus), бантенгів (Bos javanicus), азійських арні (Bubalus arnee), купреїв (Bos sauveli) та сіамських броворогих оленів (Rucervus eldii siamensis). Великі стада цих диких тварин, що кочували по територіям з низькою густотою населення, нагадували ландшафт східноафриканської савани. На травоїдних тварин полювали великі хижі ссавці — індокитайські тигри (Panthera tigris corbetti), індокитайські леопарди (Panthera pardus delacouri), димчасті пантери (Neofelis nebulosa) та зграї гірських куонів (Cuon alpinus). На жаль, знищення природного середовища та полювання завдали значних втрат дикій фауні регіону. Деякі види, зокрема в'єтнамські носороги (Rhinoceros sondaicus annamiticus), північні суматранські носороги (Dicerorhinus sumatrensis lasiotis) та олені Шомбургка (Rucervus schomburgki), повністю вимерли в регіоні. Ймовірно, купреї (Bos sauveli), національні тварини Камбоджі, також повністю вимерли, хоча невеликі популяції цих тварин могли зберегтися на півночі та сході Камбоджі. Востаннє цих великих лісових биків спостерігали у 1969 році.
Наразі в екорегіоні зустрічається 167 видів ссавців. Крім вищезгаданих тигрів, слонів, броворогих оленів, бантенгів та гаурів, в лісах та рідколіссях екорегіону також мешкають індокитайські серау (Capricornis sumatraensis maritimus), індійські замбари (Rusa unicolor cambojensis), малайські ведмеді (Helarctos malayanus), сірі індокитайські лангури (Trachypithecus crepusculus) та лангури Жермена (Trachypithecus germaini).
Орнітофауна екорегіону нараховує понад 500 видів птахів. Серед рідкісних птахів, поширених в екорегіоні, слід відзначити бенгальських флоріканів (Houbaropsis bengalensis), індійських марабу (Leptoptilos dubius), білоплечих ібісів (Pseudibis davisoni), індійських журавлів (Grus antigone) та дуже рідкісних ендемічних білооких попецухів (Eurochelidon sirintarae). Серед інших птахів, що зустрічаються в регіоні, слід відзначити сріблястого лофура (Lophura nycthemera), сіамського лофура (Lophura diardi), бірманського мікадо (Syrmaticus humiae), сірого віялохвоста (Polyplectron bicalcaratum), дворогого гомрая (Buceros bicornis), білощокого калао (Anorrhinus austeni) та смугастодзьобого калао (Rhyticeros undulatus). Ці види вважаються індикаторами цілісності природного середовища та заслуговують на особливу увагу природоохоронців. 
Герпетофауна екорегіону є недостатньо дослідженою. Серед поширених в регіоні плазунів слід відзначити велику азійську м'якотілу черепаху (Pelochelys cantorii), плямисту дтеллу (Gehyra lacerata), тайського гекона (Gekko petricolus), ізопахію Ланга (Isopachys borealis) та коратського в'юнкого сцинка (Lygosoma koratense). У деяких ізольованих озерах зустрічаються дуже рідкісні сіамські крокодили (Crocodylus siamensis), які перебувають на межі зникнення.

## Збереження
Оцінка 2017 року показала, що 31 724 км², або 10 % екорегіону, є заповідними територіями. Природоохоронні території включають: Національний парк Дойпхунанг, Національний парк Мае-Йом, Національний парк Сіланна, Національний парк Рамакхамхаенг, Національний парк Пхувіанг, Національний парк Пхукао-Пхупханкхам, Національний парк Нампхонг, Національний парк Пхупхан, Національний парк Пхупхайон та Національний парк Пхусадокбуа в Таїланді, Національний заповідник Се-Піам в Лаосі, а також Природний заповідник Куленпромтеп, Природний заповідник Ломпат та Природний заповідник Пномпріх в Камбоджі.